# Jay Robert Thomson
Jay Robert Thomson (ur. 12 kwietnia 1986 w Krugersdorp) – południowoafrykański kolarz szosowy.

## Najważniejsze osiągnięcia
2009
- 1. miejsce w mistrzostwach Afryki (jazda ind. na czas)
- 1. miejsce w mistrzostwach Afryki (jazda druż. na czas)
- 2. miejsce w mistrzostwach Afryki (start wspólny)

2010
- 1. miejsce na 2. etapie Tour de Langkawi
- 3. miejsce w Tour of Wellington
  - 1. miejsce na 3. etapie
- 3. miejsce w Tour of the Battenkill

2011
- 2. miejsce w mistrzostwach RPA (jazda ind. na czas)

2012
- 1. miejsce na 1. etapie Volta a Portugal
- 2. miejsce w mistrzostwach Afryki (start wspólny)
- 3. miejsce w mistrzostwach Afryki (jazda ind. na czas)
- 2. miejsce w mistrzostwach RPA (jazda ind. na czas)

2013
- 1. miejsce w mistrzostwach RPA (start wspólny)
- 1. miejsce na 1. etapie Tour of Rwanda
- 2. miejsce w mistrzostwach RPA (jazda ind. na czas)

2014
- 2. miejsce w mistrzostwach RPA (jazda ind. na czas)
- 3. miejsce w mistrzostwach RPA (start wspólny)

2015
- 2. miejsce w mistrzostwach Afryki (start wspólny)
- 2. miejsce w mistrzostwach Afryki (jazda druż. na czas)

## Rankingi
| Rok              | 2009 | 2010 | 2011 | 2012 | 2013 | 2014 | 2015  | 2016  | 2017 | 2018  | 2019  |
| ---------------- | ---- | ---- | ---- | ---- | ---- | ---- | ----- | ----- | ---- | ----- | ----- |
| UCI World Tour   |      |      |      |      |      |      |       | -     | -    | 351.  |       |
| World Ranking    |      |      |      |      |      |      |       | 2083. | -    | 1889. | 2925. |
| UCI Europe Tour  | -    | -    | -    | 369. | -    | -    | 1137. | 1508. | -    | 1711. |       |
| UCI Asia Tour    | -    | 104. | -    | -    | -    | -    | -     | 614.  | -    | -     |       |
| UCI America Tour | -    | 158. | -    | -    | -    | -    | -     | -     | -    | -     |       |
| UCI Oceania Tour | -    | 18.  | -    | -    | -    | -    | -     | -     | -    | -     |       |
| UCI Africa Tour  | 4.   | 8.   | 81.  | 127. | 7.   | 53.  | 33.   | -     | -    | -     | 187.  |
|                  |      |      |      |      |      |      |       |       |      |       |       |
| Źródło: UCI      |      |      |      |      |      |      |       |       |      |       |       |